# Katangavävare
Katangavävare (Ploceus katangae) är en fågel i familjen vävare inom ordningen tättingar.

## Utbredning och systematik
Katangavävaren delas in i två underarter med följande utbredning:
- Ploceus katangae upembae – sydöstra Demokratiska republiken Kongo
- Ploceus katangae katangae – allra sydostligaste Demokratiska republiken Kongo och norra Zambia

## Status
Arten har ett stort utbredningsområde och internationella naturvårdsunionen IUCN kategoriserar arten som livskraftig. Beståndsutvecklingen är dock oklar.